# Thelypteris schwackeana
Thelypteris schwackeana är en kärrbräkenväxtart som först beskrevs av Christ, och fick sitt nu gällande namn av Salino. Thelypteris schwackeana ingår i släktet Thelypteris och familjen Thelypteridaceae. Inga underarter finns listade.